# سانحه هوایی برمودا در ۱۹۵۲
سانحه هوایی برمودا در ۱۹۵۲ (به انگلیسی: 1952 Bermuda air crash) یک پرواز هواپیمایی کوبا از هاوانا به مقصد هاوانا بود که در آن ۳۳ مسافر و ۸ خدمه حضور داشتند، در تاریخ ۲۲ نوامبر ۱۹۵۲ در برمودا به علت از دست دادن کنترل و سقوط پس از برخاستن دچار سانحه شد و ۳۷ نفر جان باختند.